# Бейн (DC Comics)
Бейн (англ. Bane) — суперлиходій, часто антигерой, який є персонажем DC Comics. Перша поява Бейна відбулась у Batman: Vengeance of Bane № 1 (січень 1993). Він був створений Чаком Діксоном, Дугом Мончем і Гремом Ноланом. Бейн є одним з найбільш фізично та інтелектуально сильних ворогів Бетмена. Йому часто приписують те, що він єдиний лиходій, що «Зламав кажана». Бейн займає № 34 у списку 100 найкращих коміксних лиходіїв за версією IGN.
Бейн був зображений Робертом Свенсоном у фільмі «Бетмен і Робін» (1997) і Томом Харді як основним антагоністом у фільмі «Темний лицар повертається» (2012).

## Історія публікації
Чак Діксон, Дуг Монч та Грем Нолан вигадали цього персонажа для сюжету «Knightfall». Діксон та Монч вигадали історію, а самого Бейна намалював Нолан, надихаючись працями та вигадками Денніса О'Ніла, використавши його «Веном» для свого персонажа.

## Вигадана біографія

### «Knightfall»

Бейн ламає «Кажана»

Історія Бейна починається з комікса «Knightfall». Його батько, Едмунд Дорранс (також відомий як король Снейк), був революціонером, якому вдалося уникнути ув'язнення в в'язниці Пенья Дуро. Корумпований уряд заявив, що сина Едмунда буде ув'язнено за злочини батька. Таким чином, Бейн усе своє дитинство й ранні роки дорослішання жив у в'язниці.
Проте заточений у в'язниці він почав розвивати в собі дивовижні навички. Він перечитав стільки книжок, скільки міг взяти в руки, цілими днями сидів у тренажерному залі, виробив власний спосіб медитації та навчився виживати серед бандитів та убивць. Через особливе розташування Пенья Дуро, Бейн навчився розмовляти англійською, португальською та латинською мовами. Найбільше знань йому дав старий священик, якого через багато років Бейн уб'є. Перше своє вбивство він вчинив у вісім років, коли він заколов одного з ув'язнених. В своєму плюшевому ведмедику на ім'я Осіто він носив ніж, аби в потрібний момент захистити себе.
Багато років потому він назвався Бейном і оголосив себе «королем» Пенья Дуро. Пізніше Бейна відібрали для експерименту з наркотиком «Веном», який убив усіх попередніх піддослідних. «Веном» ледь не вбиває Бейна, проте той виживає і виявляє в собі неймовірну фізичну силу, але є і мінуси, серед яких залежність від препарату та обов'язкове введення його кожних 12 годин.
Разом зі ще трьома ув'язненими — Троґґом, Зомбі та Птахом, він тікає з Пенья Дуро. Дізнавшись від Птаха про Бетмена, який тримає в страху злочинців Готема, Бейн ставить собі за ціль убити нічного месника. Він уважає, що це їхня спільна доля.
Бажаючи знесилити Бетмена, Бейн підриває одну зі стін психіатричної лікарні Аркхем, таким чином випускаючи жахливих психів, серед яких Джокер, Загадник, Дволикий, Страхопудало, Містер Фріз, Світляк та інші. Бетмену доводиться цілих три місяці виловлювати злочинців, яких випустив Бейн. Йому залишається лише знайти винуватця.
Він легко знаходить Бейна, який на нього вже зачекався. Під час битви злодій майже вбиває Бетмена, після чого розбиває його хребет об коліно, здобуваючи остаточну перемогу. Таким чином Бейн стає єдиним на той час, хто «зламав кажана».
Хоч Бейн і перемагає Бетмена, а також стає головним кримінальним авторитетом Готема, на його шляху стає Жан-Пауль Валлі, якому Брюс передав свою мантію. Під час їхньої першої зустрічі, Бейну вдається розлютити нового Бетмена і перемогти його, але й сам злодій втрачає під час битви багато крові.
Бейн вводить собі велику дозу наркотику, аби не відчувати болю і знайти нового Бетмена. Тим часом Азраїл повертається в Бет-печеру та починає створювати собі масивний та озброєний робо-костюм. Коли двоє нарешті зустрічаються, новому Бетмену таки вдається перемогти Бейна, перекривши його шланги з «Веномом». Джеймс Гордон, Гарві Буллок та Робін з жахом спостерігають, як Валлі знущається з програвшого. Бейн просить Азраїла вбити його, але той залишає злодія поліції.

### «Mask»
Після подій «Knightfall», Бейн виліковує свою залежність від «Венома», будучи у в'язниці Блекґейт, як це показано в «Vengeance of Bane II: The Redemption» (1995). Врешті-решт Бейн виривається з в'язниці і разом з оригінальним Бетменом починає бородьбу проти мафії, яка розповсюджує «Веном». Як пізніше виявляється, цим коловоротом наркотиків займається той же лікар, що проводив експеримент над Бейном. Після всіх цих подій, злодій просить Бетмена більше його не переслідувати і їде з міста.
Пошуки батька приводять Бейна в Санта-Пріска, до в'язниці Пенья Дуро. Там він знаходить свого вчителя і змушує того розповісти про батька Бейна. Священник має чотири варіанти того, хто може бути батьком злочинця: революціонер з Санта Пріски, американський лікар, англійський найманець і швейцарський банкір. У пошуках банкіра в Римі, Бейн зустрічає Талію аль Гул і Лігу Тіней. Та приводить силача до свого батька — Ра'са. Бейн так вражає аль Гула, що той вирішує віддати свою доньку за нього заміж і зробити його своїм спадкоємцем.
Пізніше Ра'с відправляє Бейна в Готем в сюжетній лінії «Legacy». Бетмен отримує свій матч-реванш та остаточно перемагає свого ворога. Розчарований своїм учнем, Ра'с виганяє Бейна з Ліги Тіней.
Після програшу Бейн з'являється в історії «Batman: Bane», в якій намагається знищити Готем за допомогою ядерного реактора, проте Бетмен зупиняє його. Через деякий час злодій знаходить Азраїла і жорстоко побивши героя, робить його залежним від нового «Венома». Азраїл втік у джунглі та успішно, хоч і болісно, подолав свою залежність. Після цього герой знаходить Бейна, перемагає його і відправляє до в'язниці. Силач повертається в арці «No Man's Land», де працює на Лекса Лютора, проте Бетмен вмовляє Бейна покинути цю справу. Після смерті Ра'с аль Гула, злодій починає знищувати усі в світі ями Лазаря.

### «Tabula Rasa» і «Veritas Liberat»
У сюжеті «Tabula Rasa» Бейн починає пошуки американського лікаря, який може бути його біологічним батьком. Силач приходить до висновку, що його батьком був батько Бетмена — Томас Вейн, який мав стосунки з матір'ю злодія під час перебування в Санта-Присці. Бейн розповідає про це Брюсу і вони проводять ДНК тест, а доки тест проводиться, Бейн залишається в Готемі і допомагає Брюсу боротися зі злочинцями. Проте вже скоро стає відомо, що він таки не брат Брюсу. Після цього Бейн покидає місто, а Вейн обіцяє йому фінансову підтримку в разі потреби.
У сюжеті «Veritas Liberat» Бейн врешті-решт знаходить свого батька, який виявляється злочинцем на ім'я Король Снейк. Разом з Бетменом, Бейн намагається зруйнувати плани свого батька по розповсюдженні дуже небезпечної зброї на весь світ. Під час атаки Снейк ранить Бетмена, але Бейн рятує його, підставивши себе. Після цього Брюс знаходить уцілілу яму Лазаря і за допомогою її вод рятує життя своєму рятівнику, даючи Бейну можливість почати все з чистого аркушу.

### «Infinite Crisis» і «One Year Later»
У «Infinite Crisis» #7 Бейн разом з численними напарниками-злочинцями бореться за Метрополіс і під час цих подій убиває героя Дзюдомайстра, зламавши йому спину. Проте його дії в коміксі ніяк не обґрунтовані. Єдине, що про це каже Бейн: «Я нарешті зрозумів хто я. Я — Бейн!»
Він знову повертається у «One Year Later», де просить допомоги в Рекса та Ріка Тайлерів. Щоб здобути їхню довіру, він розповідає їм про те як повернувся на батьківщину, аби боротися з творцями «Венома». В процесі боротьби та розслідувань, Бейн дізнається про новий, ще сильніший наркотик. Силача ловлять і повторно роблять залежним від препарату, від якого йому тепер точно не позбутися. Бейн був змушений працювати на своїх ворогів. Вважаючи, що Бейну потрібні досліди його батька, Рік дозволяє передивитися праці Рекса, але лише щоб впевнитися в обмані злодія. Бейн направді більше не залежний від «Венома» і давно переміг наркобаронів. Розкусивши замисел Ріка, Бейн бере в полон Рекса і вимагає віддати йому праці Тайлера. Рік знищує будівлю, в якій вони знаходилися і разом з батьком тікає.
Бейн повертається в Санта-Пріску, де збирається забезпечити країні демократичні вибори. Виявивши, що вибори були зфальсифіковані компанією Computron, він використовує свої зв'язки та вплив, аби занурити країну в воєнний стан і почати громадянську війну. Пізніше в країну прибувають Фаер та син Дзюдомайстра — Томас Джаггер, для помсти за вбивство батька Томаса. Джаггер знаходить Бейна і починає з ним двобій. Йому вдається перемогти злодія, але він вирішує залишити тому життя.
У міні-серії «Suicide Squad: Raise the Flag» Аманда Уоллер вербує Бейна в свою команду. У «Outsiders» #50 він знову використовує «Веном».
У «Salvation Run» #2 учасники команди зраджують силача, після чого він потрапляє до в'язниці. У «Salvation Run» #3 Бейн починає працювати на фракцію Лекса Лютора, коли фракція Джокера повстає проти правління Лютора.
«Superman/Batman» #53-#56 показує, що Бейн почав працювати на наркобаронів та продавати «Веном» по всьому світі. Задля прибутку, силач прибуває в Готем, де стикається з Бетменом, що тимчасово отримав сили Супермена. Підсилений Бетмен перемагає Бейна та ледь не вбиває його. Злодію вдається вижити та зцілитися лише за допомогою нового «Венома».

### «Secret Six»
Бейну починає подобатися Скандал Савадж і коли на неї нападають злочинці, він навіть порушує свій принцип, використовує «Веном» та рятує її. Пізніше йому доводиться зіткнутися з Кетменом та Ганчірною лялькою, а також підтримувати рівновагу в Готемі, що занурився в хаос після смерті Бетмена. Бейн в кінцевому рахунку дає своє благословення Діку Грейсону, молившись, щоб «Бог допомагав йому». Після майже катастрофічної місії, Бейн бере на себе керівництво над Шісткою. Його першим наказом як лідера є усунення Скандалу від операцій, не бажаючи, щоб вона була під загрозою. В останньому томі вони розходяться і між ними починається битва, в якій Бейн відмовляється відбиватися від Скандалу, до моменту, коли та ледь не вбиває силача.
Майже збожеволівший Бейн веде Шістку в Готем, аби вбити наступників Бетмена. Він знаходить Пінгвіна і змушує того розповісти йому все про Червоного Робіна, Азраїла та Бетґьорл. Перш ніж Бейн зробить перший крок, Пінгвін розповсюджує інформацію про його плани. У Готемі збирається вся Ліга Справедливості і хоч воїни Бейна сміливо відбиваються, вони все одно програють і потрапляють у руки поліції, як і сам Бейн.

### Усесвіт The New 52
У 2011 році всесвіт DC було перезапущено і названо The New 52. Тут історія Бейна починається з комікса «Batman: The Dark Knight Volume 2», коли Бетмен вирішує розслідувати таємничий прорив у Аркхемі. Брюс доходить до висновку, що психів у Аркхемі посилюють токсином страху й «Веномом», який робить їх дуже сильними. Він уважає, що в цьому замішана нова злодійка, відома як Білий Кролик. Під час атаки на злодійку, та оббризкує Бетмена й Флеша токсином. Після одужання Брюс уважає, що за всим стоїть Бейн і починає з ним боротьбу. Під час боротьби всі запаси токсина згорають, а силач програє Бетмену, після чого його змиває прилив.
Пізніше Бейн з'являється в Detective Comics (Vol. 2) #19, в історії «War Council». Його зовнішній вигляд в цьому коміксі став походити на версію з фільму «Темний Лицар Повертається», а також він отримав цілу армію. Як виявилося, ще до першої зустрічі з Бетменом, Бейн хотів викрасти ядерну бомбу і погрожувати Готем Сіті, тільки щоб зустрітися з Судом Сов, які не раз заважали його бізнесу. Коли Бейн дізнається від таємничої фігури про те, що Суд знову розгромив його плани, він повертається до Санта-Пріски, аби повести свою армію проти Суду.
У сюжеті «Forever Evil», Страхопудало дізнається, що Бейн збирається визволити всіх в'язнів Блекґейта. Бейн і справді збирається це зробити, а також він посилає в місто велику дозу «Венома». Бейн припливає в Готем на власному кораблі, після чого каналізацією пробирається в Блекґейт. Захоплення Готема починається з битви воїнів Бейна та в'язнів Блекґейта проти поліції. Вже скоро інформація про те, що місто нині контролює Бейн починає поширюватися. Злодій, разом з Мен-Бетом, починає транспортування талонів, агентів Суду Сов, до Містера Фріза. Також Бейн починає співпрацю з Пінгвіном.
Коли Бейн доставляє Пінгвіну Імператора Блекґейту, той повідомляє силачу, що хоч Бейн і отримав повну владу в місті, але Аркхемці не бояться його, так як Бетмена. Розуміючи це, Бейн робить собі костюм Темного Лицаря. Також Бейн очолює компанію Вейн для боротьби з Убивцею Кроком. Бейн врешті-решт перемагає Крока. Після цього він проходить ціле місто і бореться з Аркхемцями. Він пропонує жителям міста приєднатися до нього, аби не постраждати від Аркхемців. Суд Сов в свою чергу відправляє талонів убити Бейна. Проте за допомогою свого власного талона — Вільяма Кобба, злодію вдається перемогти.
Під час «Batman: Eternal», після зараження токсином страху, дворецький Бетмена Альфред потрапляє в Аркхем. Хитрістю йому вдається вижити після вибуху психіатричної лікарні, а також обдурити Бейна, щоб отримати змогу звернутися по допомогу до зовнішнього світу.

### Відродження DC

Бейн в коміксах Відродження

На початку Перезапуску Бейн живе в Санта-Пріска. У «Batman» #6 стає відомо, що Бейн надсилає «Веном» Х'юго Стрейнджу, вобмін на допомогу Психо Пірата у вилікуванні залежності від препарату. Стрейндж використовував «Веном» для своїх експериментів з воскрешенням мертвих, що було показано в кросовері «Night of the Monster Men». У «Batman» # 10 Бетмен приймає пропозицію Аманди Уоллер очолити Загін Самогубців у місії в Санта-Присці по захопленню Бейна та Психо Пірата. Бетмену потрібен Пірат, аби відмінити збиток, який він завдав Готемській Дівчині. Коли команда знаходить свою ціль, Бейн жорстоко б'є Бетмена після чого замикає в камері, у якій він провів своє дитинство. Бетмену, однак, вдається втекти і разом з Черевомовцем та Жінкою-Кішкою він виконує місію.
У «Batman vol. 3» #16 Бейн знаходить своїх колишніх поплічників — Птаха, Зомбі та Троґґ, аби вони допомогли йому раз і назавжди позбутися Бетмена, а також витягнути Психо Пірата з Аркхема. Спершу Бейн атакує й майже вбиває Діка Грейсона, Джейсона Тодда та Вейна. Він ледь не вбиває трійцю в Бет-печері, але їм вдається вижити. Поплічники громили в той же час захоплюють Жінку-Кішку, Дюка Томаса, комісара Гордона та Бронзового Тигра, щоб ніхто не зміг врятувати Бетмена. Бейн зустрічає Брюса в провулку і жорстоко його б'є, після чого вважає, що він убив кажана. Проте скоро він дізнається, що Кішка врятувалася, звільнила інших і зв'язала підручних Бейна, даючи можливість Бетмену втекти. Розгніваний злодій вривається в Аркхем, аби добратися до Альфреда та Психо Пірата. Дворецький тим часом намагається вмовити пірата врятувати Готемську Дівчину. Бетмен же вирішує звільнити ув'язнених Аркхема, щоб задержати Бейна. Проте силач легко перемагає усіх, хто стає на його шляху й добирається до Брюса. Між ними починається битва, в якій Бетмену з важкістю вдається перемогти.

## Сили та можливості
Бейн дуже розумний, що підтверджує сам Ра'с аль Гул словами: «Бейн найрозумніша людина, серед усіх, кого я зустрічав». В сукупності з надзвичайною силою, це робить Бейна одним з найнебезпечніших ворогів Бетмена. Силач також чудово розбирається в математичних науках так само, як дипломовані фахівці. Бейн знає десять активних мов і як найменше чотири забуті. Серед цих мов іспанська, англійська, французька, китайська, німецька, перська, дарі, урду, російська та латинська. Бейну також вистачило лише одного року, щоб визначити особистість Бетмена.
Бейн також дуже хитрий та геніальний стратег і тактик. На додаток, будучи у в'язниці, силач винайшов власний спосіб медитації, гімнастики та стиль боротьби. У ранніх коміксах Чака Діксона Бейн зображується як дуже спокійний і зосереджений воїн, поведінкою нагадуючий Брюса Лі. Завдяки своїй концентрації він мав можливість перемогти всіх у Пенья Дуро.
З «Веномом» сили Бейна сильно збільшуються. Під дією цього препарату він може підняти від 3 до 15 тонн. Проте від «Венома» в нього з'явилася залежність, яку він дуже довго виліковував. Не дивлячись на це, Бейн завжди тримав насос з наркотиком біля себе, щоб у крайньому випадку використати, хоч він і клявся цього більше не робити.

## Інші версії

### Amalgam Univers
У цьому всесвіті Бейн був поєднаний з персонажем Marvel Comics на ім'я Нюк у персонажа Бейна Сімпсона, агента Гідри.
Також він був поєднаний з Карателем у персонажа Бейнішера.

### Kingdom Come
У цій реальності Брюс згадує, що Бейн і Дволикий увірвалися в маєток Вейнів і зруйнували його після того, як було виявлено особистість Бетмена.

### Batman/TMNT
У «Batman/Teenage Mutant Ninja Turtles» Шреддер мутує Бейна в африканського слона. Проте Бетмену і черепахам вдається його перемогти і через деякий час Бейн повертається до звичайного вигляду. У продовженні коміксу Бейн повертається з Лігою Тіней, підкорює собі клан Фут і захоплює Нью-Йорк, а також користується новим «Веномом», розробленим Бакстером Стокманом. Врешті-решт його вдається перемогти лише силами усієї Бет-сім'ї, черепах та Шреддера.
Також в цих коміксах насосом Бейна деякий час користувався Донателло.

## В інших медіа

### Телесеріали

#### Стріла
У телесеріалі «Стріла» Бейн не з'являється, але його батьківщина, Санта-Пріска, згадується персонажем Джоном Діґґлом у серії «The Secret Origin of Felicity Smoak».

#### Інші світи
У п'ятому щорічному кросовері «Arrowverse» в лікарні Аркхем з'являється маска Бейна з фільму «Темний Лицар Повертається».

#### Ґотем
Бейн з'являється в п'ятому сезоні телесеріалу Ґотем, зіграний Шейном Вестом. Він є колишнім воєнним напарником і другом Джима Гордона на ім'я Едуардо Дорранс, який прибуває в Готем, щоб вичистити його від злочинності. Проте насправді його ціль точно не відома. Його прислала в Готем таємнича леді, яка колись витягнула Едуардо з в'язниці Пенья Дуро. В серії «13 Stitches» Дорранс бере в полон Лі Томпкінс і змушує Гордона зустрітися з ним у підірваному притулку. Джим майже вбиває Дорранса, проте його знову рятує таємнича леді й відводить до Х'юго Стрейнджа, який і робить з нього Бейна. Через деякий час, у серії «I'm Bane», Бейн викрадає Гордона, Брюса Вейна та прибулого в місто генерала Уейда й приводить до своєї таємничої рятівниці. Брюс та Джим дізнаються, що ця леді — це дочка Рас аль Гула на ім'я Нісса, що збирається вбити Вейна, після чого знищити Готем. Нісса відправляє Едуардо до лікарні, де лежить вагітна Барбара Кін, яка також винна в смерті Раса. В той же час Гордона вона віддає в руки Х'юго Стрейнджа. Проте Брюсу, Джиму та генералу вдається втекти, а Барбару та Лі Томпкінс рятують Альфред з Селіною. Під час короткого поєдинку Бейна та Альфреда, Дорранс ламає дворецькому хребет і йде геть. У передостанній серії телесеріалу Едуардо разом з солдатами збройних сил США атакує поліцейський відділок Готема, проте йому перекриває дрогу звалена Селіною й Брюсом будівля Вейн Індастріз. Пізніше ці двоє сам-на-сам зустрічають Бейна і їм вдається перемогти лише завдяки зграї кажанів, викликаних Брюсом. Після цього Дорранс збирає всіх солдатів і вирушає до відділку, щоб нарешті покінчити з жителями міста, але солдати відмовляються стріляти в цивільних і беруть Бейна та його солдатів у полон. У кінці він був посаджений до в'язниці.

### Мультсеріали

#### Бетмен: Анімаційні серії
У цьому мультсеріалі Бейна озвучує Генрі Сільва.
Бейн був в'язнем в'язниці, створеній спеціально для найнебезпечніших злочинців світу. Він був обраний для урядового експерименту по створенню супер-солдата за допомогою стероїду, відомого як «Веном». Після втечі з в'язниці він став найманим убивцею. У першій серії з Бейном, того наймає мафіозі Руперт Торн для вбивства Бетмена. Бейн погоджується, знаючи, що вбивши Лицаря він здобуде ще кращу репутацію. Він змушує Бетмена шукати себе, знищивши його Бетмобіль, жорстоко побивши Вбивцю Крока та взявши в полон Робіна. Коли Брюс знаходить Бейна, той ледь не ламає йому спину, проте Бетмену вдається пошкодити насос з «Веномом» і таким чином перемогти Бейна.

#### Нові Пригоди Бетмена
У цьому мультсеріалі його знову озвучує Генрі Сільва. Також тут він виглядає трохи інакше, ніж у попередньому мультсеріалі. Відтепер він носить костюм, повністю зроблений з чорної шкіри, а замість маски лучадора, носить маску ґімп.
У серії «Over the Edge», після смерті Бетґьорл від рук Страхопудала, комісар Гордон звільняє Бейна з в'язниці, щоб злодій знайшов йому Бетмена. Знаючи, що Бетмен буде дивитися на похорони Барбари з далеку, Гордон поставив снайперів по всій окрузі. Намагаючись втекти від поліції, Брюс стикається з Бейном і між ними починається битва на дахах будинків. Коли опоненти опиняються на дахові відділку, Бейн збирається вбити Темного Лицаря, але йому заважає Гордон. Злодій намагається вбити комісара, але Брюс прикріпляє його порізаний шланг до Бет-сигналу і Бейна вдаряє електрикою. Пізніше виявляється, що все це було кошмаром Барбари, викликаним токсином Страхопудала.

#### Супермен: Анімаційні серії
У цьому мультсеріалі його знову озвучує Генрі Сільва
У серії «Knight Time», Бейн повертається в Готем з новою версією «Венома». Після таємничого зникнення Бетмена, Бейн, Загадник та Божевільний Капелюшник вирішують захопити місто, доки Темного Лицаря немає. Але коли злодії зустрічаються, щоб обговорити план дій, їх несподівано переривають Супермен та Робін. Хоч спершу Бейну вдається трохи відбиватися від Кларка, прибулець все-одно його перемагає.

#### Бетмен майбутнього
Бейн отримав камео в цьому мультсеріалі.
У серії «The Winning Edge», «Веном» використовує Джексон Чаппел для створення підсилюючих пластирів, названих «слапперси». Бетмен майбутньохо знаходить одного з людей Чаппела — Мейсона Форреста і його підручних, проте Мейсон використовує «слапперси», щоб побити Бетмена та втекти. Террі МакҐінніс (новий Бетмен) вважає винним у цьому Бейна. Проте коли він знаходить колишнього злодія, то бачить, що Бейн перетворився на слабкого старця, що залежить від інвалідного крісла, кисневої маски та медсестри. Скоро Террі дізнається, що постачальником «Венома» є доглядач Бейна на ім'я Джексон Чаппел. Бетмен знаходить Чаппела і між ними зав'язується битва, в якій Джексон використовує «слапперси». МакҐінніс провокує Чаппела наліплювати все більше й більше пластирів і Джексон помирає від передозування.

#### Бетмен (2004)

Бейн у мультсеріалі

У цьому мультсеріалі Бейна озвучили Жоакім ді Алмейда, Рон Перлман і Кленсі Браун. Ця версія злодія є Південно Американським найманцем, продуктом останніх технологій, що отримав сіру шкіру після експерименту з «Веномом». Під час введення «Веному» він стає більшим та агресивнішим, а його шкіра стає червоною. Також він носить чорний костюм, що майже повністю закриває його тіло. В українському дубляжі його називають Чумою.
У серії «Traction» Бейна наймають троє невідомих кримінальних босів Готема, щоб він убив Бетмена. Злодій заманює Брюса в пастку, зімітувавши пограбування вантажівки, майже вбиває Бетмена і починає творити хаос в місті. Проте пізніше Вейн повертається в екзо-костюмі і хоч з великими втратами, але перемагає Бейна. У серії «Brawn» насос Бейна викрадає Джокер і починає руйнувати Готем. Його вдається зупинити лише об'єднаними силами Бетмена та Бетґьорл. У серії «Team Penguin» Бейн отримує запрошення в команду Пінгвіна, але силача задержують Бетмен, Бетґьорл та Робін. У серії «Rumors» Бейна ловить Слух, в кінці його визволяє Бетмен. У серії «The Joining, Part Two» Бейн допомагав поліції Готема відбиватися від прибульців. У серії «The Batman / Superman Story» Бейна, разом з багатьма іншими злодіями, наймає Лекс Лютор, щоб схопити Супермена. Тим не менш, Кларк легко перемагає злодія.

#### Бетмен: Відважний і сміливий
У цьому мультсеріалі Бейна озвучив Майкл Дорн. В звичайному стані він слабкий та беззахисний, проте використавши «Веном» Бейн отримує неймовірну силу.
У серії «Menace of the Conqueror Caveman», Бетмен просить Дикого Кота допомогти йому розібратися з Бейном. Коли вони зустрічають Бейна на вокзалі, Дикий Кіт вважає, що Брюс вирішив його розіграти і починає насміхатися над злодієм. Розлючений Бейн вводить собі «Веном» і атакує героїв. Проте Коту вдається перемогти його, розрізавши шланг Бейна бетарангом. З'являється його голограма у серії «Sidekicks Assemble!». У серії «Night of the Batmen!» Бейн допомагає Соломону Гранді, Блокбастеру та Вбивці Кроку розбити золоту Леді Справедливість та продати її по уламкам. Перш ніж вони зможуть це зробити, злочинців зупиняє Шазам в костюмі Бетмена.

#### Юна Справедливість
У мультсеріалі Бейна озвучує Денні Трехо.
У серії «Drop Zone» Бейн воює з культом Кобра. Коли він втрачає владу над Санта-Пріска, яку захоплює культ, він викликає на двобій свого колишнього союзника Маммота, щоб повернути все назад. Пізніше Юна Справедливість проникає на острів, аби дізнатися, чому «Веном» і далі виробляється, не дивлячись на те, що вивіз препарату зупинився. Бейн зустрічає команду і пропонує їм альянс. Місс Марсіанка не взмозі прочитати його думок, бо Бейн уміло придушує свої справжні думки, тому члени Справедливості погоджуються. Злодій використовує команду, аби повернути собі фабрику, але нічого не вдається. Після цього Бейн вирішує просто вбити юних героїв і звинуватити в їхній смерті культ, щоб його зруйнували розлючені герої Ліги Справедливості. Проте Місс Марсіанці та Супербою вдається його перемогти, а також знищити фабрику по виробництву «Венома». У серії «Usual Suspects» Бейн об'єднується з Лексом Лютором та Королевою Бджіл, щоб разом знищити Юну Справедливість. Бейн виходить з гри тоді, коли Робін розрізає його шланг і б'є в нього струмом.

#### Ліга Справедливості Екшн
Бейн з'являється в мультсеріалі «Ліга Справедливості Екшн», не говорячи жодного слова.
У серії «System Failure» робот-дублікат Бейна допомагає іншим роботам створювати дублікати злодіїв.

### Інші шоу

#### Південний парк

Герої в масці Бейна

Після виходу фільму «Темний Лицар Повертається», у одній з серій «Південного парку» під назвою «Insecurity» декілька персонажів використовують маску Бейна для маскування.

### Фільми

#### Бетмен і Робін
У фільмі Бейна зіграли Майкл Рейд Мекей (без «Веному») та Робрет Свенсон (з «Веномом»).
У фільмі Бейна звуть Антоніо Дієго і він є серійним убивцею. Антоніо стає Бейном, коли божевільний вчений вводить в нього експериментальний препарат «Веном». У фільмі, будучи під дією наркотику, він бездумна гора м'язів, що не здатна говорити і вміє лише гарчати та ревіти. У фільмі він є охоронцем і поплічником Отруйного Плюща і допомагає їй убити Бетмена. В кінці фільму його перемагають Робін та Бетґьорл, зламавши його насос з «Веномом».

#### Темний Лицар Повертається

Том Харді в ролі Бейна

Крістофер Нолан поставив перед собою завдання зробити Бейна більш грізним за версію з попереднього фільму. Для цієї ролі Том Харді набрав 14 кілограмів м'язів, отримавши вагу в 90 кілограмів.
Бейн не раз у фільмі демонструє свою надзвичайну фізичну силу. Він здатен розбивати товсті колони голими руками, легко розриває будь-які наручники, здатен однією рукою підняти дорослу людину і викрутити її голову.
Хоч про минуле Бейна в фільмі розповідається мало, відомо, що він довгий час був ув'язнений у в'язниці під назвою «Яма». Спершу здається, наче Бейн народився в цій в'язниці, проте пізніше виявляється, що народженою у в'язниці була Талія аль Гул. Коли мати Талії померла, Бейн почав дбати про дівчинку й врешті-решт допоміг їй втекти, а сам був скалічений іншими в'язнями. Скалічений в'язнями і лікарем, що не зміг йому допомогти, Бейн відчував постійні біль і агонію. Його рятує з «Ями» Ра'с аль Гул і дає йому спеціальну маску, що подавить його біль. Ра'с зробив Бейна членом Ліги Тіней, проте пізніше вигнав його, адже той нагадував йому «в якому пеклі жила його дружина». Після смерті Ра'са, Бейн і Талія очолили Лігу.
За шість місяців до початку основного сюжету Бейн прикидається найманцем, аби його схопили агенти ЦРУ. Після знищення літака ЦРУ, Бейн викрадає професора Леоніда Павлова, щоб учений зробив з ядерного реактору компанії Вейн бомбу. Пізніше він вміло маніпулює багатієм Джоном Даґґетом, щоб використовувати його ресурси. Він також створює під Готемом свою базу. Люди Бейна приносять туди комісара Гордона, проте йому вдається втекти. Пізніше Бейн влаштовує крах на фондовій біржі і робить Брюса Вейна банкрутом. Після цього злодій змушує Селіну Кайл (Жінку-Кішку) привести до нього Бетмена. Після короткої битви Бейн ламає спину Брюса й ув'язнює в «Ямі», де також роскриває, що перед знищенням Готема, він морально зламає усіх жителів міста. Повернувшись в місто, він заманює поліцію Готема в підземні тунелі, а потім підриває опори тунелів, таким чином заточивши поліцейських під землею. Тоді Бейн підриває всі мости, що ведуть з Готема, вбиває мера і оголошує в місті воєнний стан. Наступного дня він розкриває місту всі злочини Гарві Дента (Дволикого) і визволяє в'язнів Блекґейта, щоб почати в Готемі переворот.
Місяці потому в місто повертається Бетмен і визволяє поліцію. Він веде поліцейських проти армії Бейна біля мерії, де й сам починає битву зі злодієм. Під час битви Брюс ламає маску Бейна, таким чином роблячи його безпорадним. Проте несподівано виявляється, що співробітниця Вейна Міранда Тейт — це Талія аль Гул. Вона встромляє Бетмену в ребро ніж і збирається дистанційно підірвати бомбу, проте Гордон відключає сигнал і Талії доводиться відправитися до бомби. Тим часом Бейн збирається вбити Брюса, але з'являється Кішка і вистрілює в злодія. Точна доля Бейна після цього невідома, скоріш за все він помер.

### Мультфільми

#### Бетмен: Таємниця жінки-кажана
У цьому мультфільмі його озвучив Гектор Елізондо.
Бейна у мультфільмі наймають Пінгвін та Руперт Торн, щоб силач зловив для них Бетвумен. Бейн вимагає дозволити йому контролювання перевозу зброї і двоє, не маючи вибору, погоджуються. Зловивши Бетвумен на катері Пінгвіна, він показує своїм поплічникам, що це Кеті Дюкюзен, чим сильно дивує Карлтона Дюкейна. Коли Бетмен рятує Кеті, Бейн бере в заручники Карлтона, щоб заманити героїв у пастку. Доки Бетвумен визволяє Дюкейна, Бетмен бореться з Бейном на палаючій яхті і здавалося б убиває злодія (Проте в «Бетмені майбутнього» Бейн виявився живим).

#### Супермен/Бетмен: Громадські Вороги
У мультфільмі він з'являється ненадового. Він бореться з Бетменом, але той перерізає його шланг бетарангом і перемагає.

#### Ліга Справедливості: Загибель
В «Лізі Справедливості: Загибель» Бейна озвучив Карлос Алазракі.
Він є одним з членів Легіону Загибелі. У фільмі він викрадає могили батьків Брюса, змушуючи шукати себе. Коли Бетмен знаходить Бейна, між ними починається битва, в ході якої силач заживо закопує свого опонента. Проте Бетмену вдається вижити, а пізніше ще й врятувати інших членів Ліги Справедливості. Під час атаки на Залу Загибелі Брюс знову стикається з Бейном, але цього разу перемагає.

#### Бетмен: Напад на Аркхем
Наприкінці фільму Джокер випускає Бейна та ще декількох злодії психіатричної лікарні Аркхем. Коли Бейн намагається втекти з острову, проте його атакує Кілер Фрост. Пізніше він знову намагається втекти, проте цього разу через міст. Бейн намагається вбити Джеймса Гордона, але Бетмен скидає велетня в річку.

#### Ліга Справедливості проти Юних Титанів
У мультфільмі Бейн не з'являється, проте його згадує Бетмен.

#### Безмежний Бетмен: Мехи проти Мутантів
У мультфільмі «Безмежний Бетмен: Мехи проти Мутантів» Бейна озвучує Карлос Алазракі.

#### LEGO. DC Comics Супергерої: Ліга Справедливості— Злам Ґотем Сіті
Бейна цьому мультфільмі озвучив Ерік Бауза.
За сюжетом Бейн знаходить царство гуманоїдів, відомих як Троґовоґи, за допомогою Дезстроука. Пізніше його перемагають Бетмен, Бетґьорл і Найтвінг.

#### Lego Фільм: Бетмен
У «Lego Фільм: Бетмен» Бейн є помічником Джокера, який спершу допомагає йому в спробі знищити Ґотем, а в кінці, разом з іншими злодіями, рятує це місто. Його озвучує Дуґ Бенсон.

#### Бетмен Ніндзя
У цьому мультфільмі Бейн є борцем сумо. Його озвучив Кента Міяке.

### Ігри

Бейн в перших іграх Arkham

#### Batman: Arkham Asylum
У «Arkham Asylum» Бейн є одним із противників Бетмена та босів гри. Без «Венома» він дуже худий та слабкий, проте використавши стероїд він стає велетенським та неймовірно сильним. Його можна зустріти в медицинському блоці лікарні Аркхем. Модифікована версія препарату «Веном» — «Титан», є ключовим елементом у грі.

#### Batman: Arkham City
У «Arkham City» Бейн пропонує Бетмену додаткове завдання — знищити 12 каністр з препаратом «Титан». Темний Лицар знищує 6 каністр, а Бейн в той час намагається викрасти 6 інших і тому атакує Бетмена. Проте злодій потрапляє в пастку і Бетмену вдається знищити всі каністри.

#### Batman: Arkham Origins
У «Arkham Origins» Бейн є одним з найнятих убивць, а токож одним з босів. Як і Джокер, у мултиплеєрі він може бути ігровим персонажом.

#### Injustice: Gods Among Us
У цій грі Бейн є одним з противників Бетмена. В одному з режимів може бути ігровим персонажом.
Бейна озвучив Фред Татаскьор.

#### Injustice 2
У грі «Injustice 2» Бейн є одним з членів команди злодіїв, відомої як «Громада». Також він є противником Чорної Канарки, Зеленої Стріли, Кіборга та Жінки-Кішки. Може бути ігровим персонажом.
Бейна знову озвучив Фред Татаскьор.